# Roxas (Mindoro oriental)
Roxas est une municipalité de la province du Mindoro oriental, aux Philippines.

## Géographie
La municipalité de Roxas est située dans la partie orientale de l'île de Mindoro , à 143 kilomètres au sud de la ville de Calapan . Son terme se limite au nord avec la commune de Bongabong ; au sud et à l'ouest avec la commune de Mansalay ; et à l'est avec la Mer de Sibuyan , face à l'île de Romblon , séparée par le détroit de Tablas .
Selon le recensement de 2020, Roxas compte une population de 58 849 habitants. 

## Histoire
Paclasan était une petite colonie sur les rives de la rivière Tikling où les premiers colons et immigrants de Panay et Batangas se sont installés . « Palasan » signifiant palmier à rotin (du malais rotan ), une espèce qui poussait autrefois en abondance le long des berges du fleuve. « Palasan » est devenu  « Paclasan » , le siège du canton de Roxas.

## Langues externes
- Site officiel
- Notices d'autorité :   - VIAF